# Martin Ritt
Martin Ritt (New York, 2 maart 1914 - Santa Monica, 8 december 1990) was een Amerikaanse regisseur, scenarist en producer. Tijdens zijn loopbaan werd hij genomineerd voor een Academy Award en verschillende andere filmprijzen. Ritt werd vooral bekend met de films Hud (1963), Sounder (1972), Norma Rae (1979) en The Spy Who Came in from the Cold (1965).

## Biografie

### Theater
De in New York geboren Martin Ritt speelde football voor Elon College in North Carolina. Hij maakte er kennis met het grote contrast tussen het zuiden en het noorden van de Verenigde Staten, hetgeen zijn passie voor het thema "ongelijkheid" verklaart. Dat thema komt in veel van zijn films terug. Ritt studeerde o.a. aan de St. John's University en kwam na zijn studies terecht in de theaterwereld, waar hij vooral aan de slag ging als acteur. Zijn eerste rol was Crown in het toneelstuk Porgy and Bess. Zijn acteerprestatie leverde goede kritieken op. Vervolgens werkte Ritt mee aan een overheidsprogramma, Works Progress Administration (WPA), dat theater steunde.
In die periode bereikte de depressie z'n hoogtepunt. In het artiestenwereldje, vooral in het theatermilieu, werd het steeds moeilijker om werk te vinden. Veel regisseurs en acteurs sloten zich in die tijd aan bij het communisme. Ook Ritt deed dat, al beweerde hij later dat hij nooit tot de Communistische Partij behoorde. Hij beschouwde zichzelf wel steeds als "links" en kon zich goed vinden in enkele marxistische principes.
Na het WPA stapte Ritt over naar het Theater of Arts en later naar het Group Theater in New York. In het bekende Group Theater leerde hij regisseur Elia Kazan kennen. Door deze vriendschap en door de invloed van het Group Theater bleef Ritt zijn sociale en politieke stelling verder ontwikkelen.
Tijdens de Tweede Wereldoorlog sloot hij zich aan bij de United States Army Air Forces. Verder bleef hij heel actief in de theaterwereld waar hij verschillende toneelstukken regisseerde.

### Televisie
Na zijn theatercarrière begon Ritt te regisseren voor televisie. Maar in 1952 werd hij door de overheid beschouwd als een aanhanger van het communisme. Er werden onderzoeken gedaan naar communisme in Hollywood. Ritt werd niet rechtstreeks verdacht door het House Un-American Activities Committee (HUAC), maar werd wel als een communist beschouwd door het anticommunistische magazine "Counterattack", dat werd opgericht door drie gewezen FBI-agenten.
Bovendien werden Ritts banden met de theaterwereld ook als verdacht beschouwd. Enkele toneelstukken zouden communistisch getint geweest zijn en dus kwam Ritt, net als vele anderen uit de theaterwereld, terecht op de zwarte lijst. Ritt kon niet meer aan de slag voor televisie.

### Hollywood
Ritt keerde terug naar het theater. Hier bleef hij nog enkele jaren werken alvorens zijn pijlen te richten op een loopbaan in Hollywood. In 1956 regisseerde Ritt zijn eerste film, Edge of the City (1957). Uiteindelijk zou Ritt nog 25 films maken na zijn debuut.
In 1964 regisseerde hij The Outrage (1964), een Amerikaanse versie van de Japanse klassieker Rashomon (1950) van Akira Kurosawa. De film kon rekenen op acteurs zoals Paul Newman, Laurence Harvey, Howard Da Silva, Edward G. Robinson en William Shatner. Een jaar eerder maakte Ritt ook al een western met Paul Newman. De film heette Hud (1963) en wordt beschouwd als Ritts beste film. Het leverde zijn enige nominatie voor een Academy Award op.
In totaal werkte Martin Ritt zes keer samen met Paul Newman: The Long, Hot Summer (1958), Paris Blues (1961), Hemingway's Adventures of a Young Man (1962), Hud, The Outrage (1964) en Hombre (1967).
In 1976 maakte Ritt een film over de zwarte lijst waar hij zelf ooit op beland was. De film heette The Front (1976) en had Woody Allen als hoofdrolspeler. De film was gebaseerd op Ritts eigen ervaringen en op die van zijn collega Walter Bernstein.
In 1990 maakte Ritt het romantische drama Stanley & Iris met Robert De Niro en Jane Fonda. Hij was toen 76 jaar. De film kwam in het voorjaar uit. Op 8 december 1990 stierf Martin Ritt.

## Filmografie
- 1957 - Edge of the City
- 1957 - No Down Payment
- 1958 - The Long, Hot Summer
- 1958 - The Black Orchid
- 1959 - The Sound and the Fury
- 1960 - 5 Branded Women
- 1961 - Paris Blues
- 1962 - Hemingway's Adventures of a Young Man
- 1963 - Hud
- 1964 - The Outrage
- 1965 - The Spy Who Came in from the Cold
- 1967 - Hombre
- 1968 - The Brotherhood

- 1970 - The Molly Maguires
- 1970 - The Great White Hope
- 1972 - Sounder
- 1972 - Pete 'n' Tillie
- 1974 - Conrack
- 1976 - The Front
- 1978 - Casey's Shadow
- 1979 - Norma Rae
- 1981 - Back Roads
- 1983 - Cross Creek
- 1985 - Murphy's Romance
- 1987 - Nuts
- 1990 - Stanley & Iris

## Prijzen en nominaties
Academy Awards
- 1964 - Best Director - Hud (genomineerd)

BAFTA's
- 1967 - Best British Film - The Spy Who Came in from the Cold (gewonnen)
- 1967 - Best Film from any Source - The Spy Who Came in from the Cold (genomineerd)

Golden Globes
- 1963 - Best Motion Picture Director - Hemingway's Adventures of a Young Man (genomineerd)
- 1964 - Best Motion Picture Director - Hud (genomineerd)

Filmfestival van Cannes
- 1958 - Gouden Palm - The Long, Hot Summer (genomineerd)
- 1979 - Gouden Palm - Norma Rae (genomineerd)
- 1979 - Technical Grand Prize - Norma Rae (gewonnen)
- 1983 - Gouden Palm - Cross Creek (genomineerd)

Filmfestival van Venetië
- 1958 - Gouden Leeuw - The Black Orchid (genomineerd)
- 1963 - Gouden Leeuw - Hud (genomineerd)
- 1963 - OCIC Award - Hud (gewonnen)

- Biblioteca Nacional de España: XX1108727
- Bibliothèque nationale de France: cb13899037b (data)
- Catàleg d'autoritats de noms i títols de Catalunya: 981058508443606706
- CiNii: DA13938878
- Gemeinsame Normdatei: 119337444
- International Standard Name Identifier: 0000 0001 1021 9717
- Library of Congress Control Number: n92058152
- Nationale Bibliotheek van Tsjechië: xx0095297
- Nationale Bibliotheek van Israël: 987007455343505171
- Nationale Bibliotheek van Polen: a0000002445141
- SNAC: w6mh54bm
- Système universitaire de documentation: 083619313
- Virtual International Authority File: 17920771
- WorldCat: E39PBJkhGmyrr4hRg7R3vdGmBP